# Perry Martter

Zawodnik Ohio State Buckeyes

Perry Francis Martter (ur. 19 lutego 1901 w Coshocton, zm. 13 czerwca 1954 w Los Angeles) – amerykański zapaśnik walczący w stylu wolnym. Olimpijczyk z Paryża 1924, gdzie zajął dziewiąte miejsce w wadze lekkiej.
Zawodnik Ohio State University. Mistrz Amateur Athletic Union w 1924 roku.

## Letnie Igrzyska Olimpijskie 1924
| Konkurencja      | Rundy eliminacyjne   | Klas. końcowa |
| Konkurencja      | 1/16                 | Miejsce       |
| ---------------- | -------------------- | ------------- |
| 66 kg styl wolny | Alfred Praks (EST) P | 9.            |